# Залмоксис, исчезающий бог
«Залмоксис, исчезающий бог» — книга румынского историка религий Мирчи Элиаде.
Эта книга посвящена основам религии гето-даков, а также мифологическим традициям и произведениям народного творчества румынского народа.
Книга «Залмоксис, исчезающий бог» разделена на восемь глав.
1. Глава «Даки и волки» исследует версии происхождения этнического имени даков. Рассматривается связь между мифо-ритуальными сценариями волка и воинскими братствами даков.
2. Глава «Залмоксис» посвящена культу Залмоксиса среди даков, ритуалов, с ним связанных, и трансформации этого культа с течением времени.
3. Глава «Дьявол и Бог» анализирует космогонический миф о погружении, распространенный среди румын и других народов Европы (поляков, русских, венгров) и Азии (бурятов, якутов, монголов, индийцев).
4. Глава «Князь Драгош и „Ритуальная охота“» исследует легенду об основании Молдавского княжества князем Драгошем и роль ритуальной охоты в этом мифе. Также проводятся параллели с ритуальными охотами у индийцев, финно-угорских и алтайских народов, в частности с мифом о Гуноре и Магоре.
5. Глава «Мастер Маноле и Монастырь Арджеш» посвящена румынской балладе о мастере Маноле и схожим балканским легендам о строительстве. В связи с этим рассматриваются строительные ритуалы, жертвоприношения и космогонические мифы, лежащие в их основе.
6. Глава «Румынский шаманизм?» представляет собой попытку выявить возможное присутствие влияния азиатского шаманизма в обрядах и ритуалах румынского народа.
7. Глава «Культ мэтрэгуны в Румынии» рассказывает о верованиях и обычаях румын, связанных с мэтрэгуной(белладонной).
8. Глава «Ясновидящая овечка» посвящена Молдавской пасторальной балладе «Миорица» и её исследованию с позиций историка религий.

Книга «Залмоксис, исчезающий бог» была впервые опубликована в 1972 году издательством The University of Chicago Press под названием «Zalmoxis, The Vanishing God». Главы из книги были написаны в разное время и за искллючением второй и восьмой главы публиковались ранее в различных журналах.
На русский язык переведены две первые главы книги. Они были опубликованы в журнале «Кодры», 1991, ном. 7.